# Otten (Familienname)
Otten ist ein deutscher oder niederländischer Familienname.

## Herkunft und Bedeutung
Otten ist ein Patronym zum einstämmigen Rufnamen Otto oder zu Kurzformen aus Vollformen wie Ottmar oder Ottbert.

## Varianten
- Otto, Otte, Ott, Ottens, Ottes, Oetting

## Namensträger
- Albert Otten, späterer Name von Albert Ottenheimer (1886–1985), deutscher Unternehmer
- Alwin Otten (* 1963), deutscher Ruderer
- Bennata Otten (1882–1955), deutsche Bibliothekarin
- Casper Otten (vor 1891–nach 1923), deutscher Seemann
- Dieter Otten (* 1943), deutscher Soziologe
- Dirk Otten (* 1968), deutscher Fußballspieler
- Dörte Otten-Dünnweber (* 1963), deutsche Physikerin und Richterin
- Else Otten (1873–1931), niederländische Übersetzerin
- Ernst-Wilhelm Otten (1934–2019), deutscher Physiker
- Fred Otten (* 1942), deutscher Slawist
- Georg Dietrich Otten (1806–1890), deutscher Komponist und Dirigent
- Gerold Otten (* 1955), deutscher Politiker (AfD)
- Giseltraud Otten (* 1943), deutsche Juristin und Richterin
- Hans Otten (Komponist) (1905–1942), deutscher Komponist
- Hans Otten (Journalist) (1923–1971), deutscher Journalist und Schriftsteller
- Hans Otten (Moderator) (* 1971), belgischer Fernsehmoderator und Filmemacher
- Heinrich Otten (1913–2012), deutscher Altorientalist
- Heinz Otten (Fußballspieler, 1919) (* 1919), deutscher Fußballspieler
- Heinz Otten (Fußballspieler, 1953) (* 1953), deutscher Fußballspieler und -trainer
- Ignaz Anton von Otten (1664–1737), Gesandter beim Reichstag in Regensburg
- Jacqueline Otten (* 1959), deutsche Trendforscherin
- Jonny Otten (* 1961), deutscher Fußballspieler
- Joris Otten (* 1997), niederländischer Kanute
- Juliane Schmieglitz-Otten (* 1961), deutsche Historikerin, Museumsleiterin und Autorin
- Karl Otten (1889–1963), deutscher Schriftsteller
- Kurt Otten (1926–2016), deutscher Anglist
- Louis Otten (1883–1946), niederländischer Fußballspieler und Mediziner
- Marc Otten (* 1967), deutscher Eishockeyspieler
- Matthew Otten (* 1981), US-amerikanisch-niederländischer Basketballspieler und -trainer
- Max Otten (1877–1962), deutscher Arbeitsmediziner
- Mitzi Friedmann-Otten (1884–1955), österreichische Grafikerin und Kunstgewerblerin
- Sven Otten (* 1988), deutscher Tänzer, Webvideoproduzent und IT-Techniker
- Thomas Otten (* 1966), deutscher Archäologe und Denkmalpfleger
- Ute Otten (1935–2024), deutsche Ärztin
- Veronika Otten (1941–2012), deutsche Dokumentarfilmerin und Filmredakteurin